# Теохарус, Елени
Елени Теохарус (греч. Ελένη Θεοχάρους; родилась 24 июня 1953) — кипрский детский хирург и политик, возглавляющая политическую партию «Движение солидарности» Была избрана евродепутатом Европарламента в 2009, переизбрана в 2014 и исполняла полномочия до 2019. Между 2001 и 2009, Теохарус являлась депутатом в Палате представителей Кипра от округа Лимассол.

## Жизнь и образование
Елени Теохарус родилась в Пано Амиандос (Лимассольский округ) 24 июня 1953 года. Владеет помимо греческого (родной) английским языком.  Изучала медицину и философию в Университете Аристотеля в Салониках. Продолжила обучение в области детской хирургии в Манчестере и Париже. Подготовила экспериментально-клинико-лабораторную диссертацию и получила звание доктора. Кроме того, продолжила учёбу в докторантуре в Бостоне (B.C.E.T.S.).
Она хирург и детский хирург. С 1991 года она была профессором детской хирургии в Университете Демокрита во Фракии.  В период с 1992 по 2001 гг. являлась директором клиники детской хирургии и детской урологии при больнице архиепископа Макариоса III.

## Политика
На парламентских выборах 27 мая 2001 г. она была избрана членом Палаты представителей как кандидат от партии DISY в округе Лимассола и была переизбрана на парламентских выборах 21 мая 2006 г. Она была заместителем председателя Постоянного комитета Палаты представителей по иностранным делам и Постоянного комитета Палаты представителей по делам здравоохранения. В настоящее время она является председателем Постоянного комитета Палаты представителей по вопросам здравоохранения и членом Постоянного комитета Палаты представителей по окружающей среде, Постоянного комитета Палаты представителей по иностранным делам и Постоянного комитета Палаты представителей по правам человека. Она также является членом делегации Палаты представителей Парламентской ассоциации Содружества.
В 2003 году она была назначена Палатой представителей в качестве наблюдателя в Европейский парламент, где она была членом политической группы Европейской народной партии.
Всего за несколько месяцев до парламентских выборов 2016 года, Теохарус создала оппозиционную партию, выступающую против президента Никоса Анастасиадиса и его подхода к Кипрскому вопросу. Она выступала за более тесное сотрудничество с другими греко-кипрскими националистическими группами, в частности DIKO и EDEK. Новая партия получила название Солидарность. По состоянию на 8 марта 2016 года она является членом Европейских консерваторов и реформистов. 11 марта 2016 года было объявлено, что ЕВРОКО присоединится к новой партии, и её кандидаты будут включены в свои списки на выборах 2016 года. 26 мая 2019 года Теохараус лишилась своего места в качестве евродепутата на выборах в Европейский парламент 2019 г..

## Общественно-гуманитарная деятельность
Теохарус была членом Высшего управления международной организации «Médecins du Monde» и директором медицинских, экологических и вспомогательных проектов Международного фонда помощи в Брюсселе.
Она является почетным президентом организации «Médecins du Monde — Cyprus» и членом Постоянного комитета ООН по развитию сотрудничества между палестинскими и израильскими врачами. Она также является членом Исполнительного комитета Международного союза парламентариев в защиту палестинского дела.
Елени Теохарус прооперировала тысячи детей, взрослых, раненых и больных по всему миру. Также преподавала хирургию врачам и студентам.
Елени Теохарус работает добровольно врачом по всему миру в течение последних тридцати лет. Она основала кипрскую национальную делегацию Международной неправительственной организации «Доктора мира» и возглавляла её до 2001 года, но также работала со многими другими волонтерскими организациями на полях сражений, во время гражданских войн и стихийных бедствий.
В 1998 году она основала негосударственную некоммерческую организацию «ДЕТСКИЙ МУЗЕЙ КИПРА» по стандартам детских музеев, действующих в Греции и за рубежом.
В 1994 году основала «ГРЕЧЕСКИЙ КУЛЬТУРНЫЙ ЦЕНТР» в Ереване, Армения.
Член организации «Врачи против ядерного оружия».
Она член организации Amnesty International.
Была Президентом Кипрско-армянской ассоциации дружбы.
Она является членом благотворительной американской организации «ANAGNOS FOUNDATION», базирующейся в Вашингтоне, и многих кипрских и международных организаций и ассоциаций.
В качестве члена «Врачи мира» и других гуманитарных организаций она организовал множество миссий скорой медицинской помощи в зонах боевых действий по всему миру и приняла участие в большом количестве миссий.
Она принимала участие в борьбе за реализацию прав человека и борьбу с бедностью, за свободу людей и за демократию по всему миру.
В частности, она работала как врач и активист в следующих зонах боевых действий и зонах стихийных бедствий и бедности в отдельных случаях, и в основном во время кризисов: Ливан, Армения, Нагорный Карабах, Босния, Косово, Сербия, Болгария, Румыния, Россия, Курдистан, Сирия, Ирак, Афганистан, Узбекистан, Кыргызстан, Таджикистан, Казахстан, Монголия, Вьетнам, Филиппины, Индонезия, Науру, Соломоновы острова, Кирибати, Ливия, Палестина, Греция, Западный Азербайджан, Вест-Индия, Ботсвана, Намибия, Зимбабве, Малави, Кения, Гаити, Чили, Аргентина, Сейшельские Острова, Шри-Ланка и Беларусь.
Во время этих миссий Элени Теохараус работала хирургом в очень тяжелых условиях, оперировала тысячи раненых и больных. Помогала развивать сельское хозяйство и животноводство, посадила тысячи деревьев, борясь с бедностью, опустыниванием и последствиями изменения климата.
Принимала участие в работе в области улучшения Республики и создание институтов демократизации с упором на содействие образованию и благополучию детей. Она основала детские дома и школы и работала в программе спонсорства детей.
Она прооперировала многих пациентов со спидом по всему миру.

## Литературная деятельность
Теохарус публиковалась в литературных журналах.
Её первый сборник стихов «Поэтический акт и политическое сотрудничество» (1991) принес ей награду Первой
Государственной премии в области поэзии. В 1995 году она опубликовала свой второй сборник стихов: «Проксенос Танатос Анджеле Моу» (греч. Πρόξενος Θάνατος Άγγελε Μου). Третьим сборником рассказов стал «Темпелокалокайро» (лето греч.  Τεμπελοκαλόκαιρο) (Бабье лето). Её четвёртый сборник стихов «Эллиносирон Магон» (греч. Ελληνοσύρων Μάγων).
Многие из её опубликованных стихов и рассказов были переведены на армянский, турецкий, русский и английский.
В сентябре 1992 года она представляла Кипр на 18-й Всемирной биеннале поэзии в Льеже, Бельгии.
В 1999 году она опубликовала свой сборник стихов «Oi Megaloi Tritoi» (греч.  Οι Μεγάλοι Τρίτοι, «Большие трети»), за который она во второй раз была награждена Первой государственной премией в области поэзии.
Элени Теохараус прочитала серию лекций о греческой и кипрской поэзии и о современных кипрских писателях в Афинах, Салониках, Александруполисе, Корфу, Закинфе, Никосии, Лимассоле, Бишкеке, Вальпараисо, Чили, Ташкенте и Варшаве.

## Награды
- Медаль Мхитара Гоша (16 февраля 2016 года, Армения) — за значительный вклад в развитие армяно-кипрских дружественных связей и расширение парламентского сотрудничества между Республикой Армения и Европейским Союзом[13][14].
- Теохарус была награждена Золотой почетной медалью Нагорного Карабаха, Золотой медалью Университета Демокрита во Фракии и Всебалканской премией Фонда Вардинояннис. Дважды была лауреатом Первой Государственной премии в области поэзии (1991 и 2000). Университет Минск и Сыктывкарский университет присвоили ей звание почетного доктора. Она также была удостоена награды «Маргарет Голдинг» Lions International и звания «Сотрудник Пола Харриса» Rotary International, а также различными другими наградами.